# Disrupció

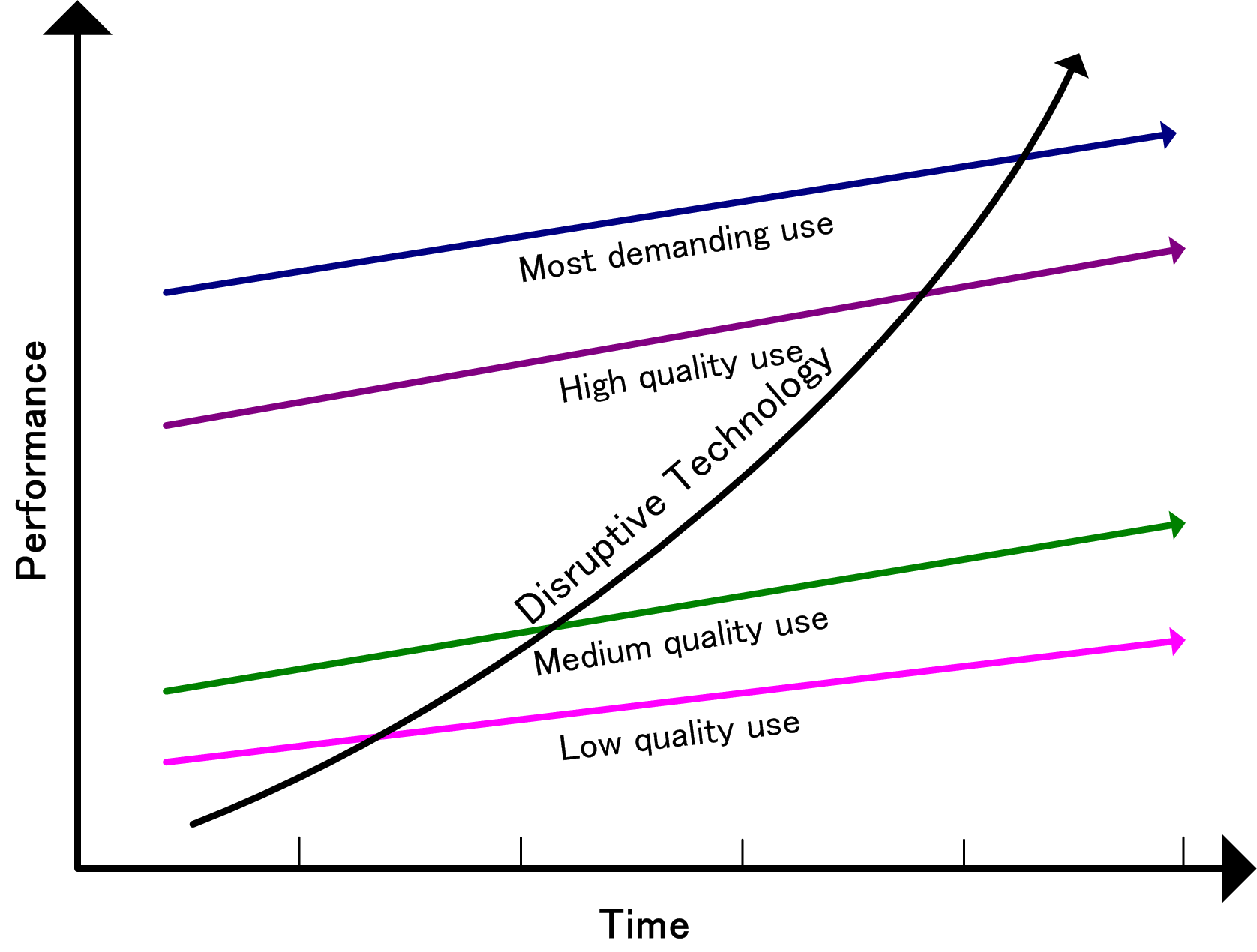
Tecnologia disruptiva

Disrupció o l'innovació disruptiva en la indústria i els serveis és «una interrupció o ruptura brusca d'un model preestablert produïda per un canvi radical i innovador en el desenvolupament de nous processos, productes o serveis». Descriu l'aparició de productes i serveis que utilitzen una estratègia nova, que produeix una ruptura brusca faç a una tecnologia dominant. Al començament, els proveïdors establerts de serveis o productes «imprescindibles» solen riure dels innovadors, que consideren com una petita veta de mercat que mai no reemplaçarà el producte tradicional, establert. Fins que, sovint en pocs anys, el producte nou arracona els tradicionals en una veta marginal.
N'és un exemple la reproducció de música. De la pianola o l'orgue mecànic al segle xix, es va passar al disc de goma laca, al disc de vinil, al casset i el disc compacte, fins que nou proveïdors van totalment desmaterialitzar la reproducció amb sistemes de descàrrega en línia. Un altre exemple en fa el fax, que als anys 1980 va marginalitzar el tradicional correu postal, i uns pocs anys després va fer-se totalment obsolet davant el correu electrònic. Unes disrupcions actualment (2023) en curs, són la mobilitat (auto elèctric, transport autònom…) i la calefacció i refrigeració (bombes de calors contra calderes i sistemes d'aire condicionat). La innovació rupturista és diferència de la millora progressiva d'un producte existent, com ara l'augment gradual de l'eficiència dels motors de combustió en comparació amb el desenvolupament de l'auto elèctrica. Es diferencia també de la creació de productes nous, que no reemplacen cap tecnologia anterior, perquè abans no existien. El pòstit n'és l'exemple emblemàtic.

## Teoria
La concepció teòrica actual de la innovació disruptiva difereix del que es podria esperar per defecte, una idea que Clayton M. Christensen va anomenar "hipòtesi de l'allau tecnològica". Es tracta de la idea simplista que una empresa consolidada fracassa perquè no "segueix el ritme tecnològic" d'altres empreses. Segons aquesta hipòtesi, les empreses són com a escaladors que pugen amb prou feines sobre una base que s'ensorra, on es necessita un esforç constant d'escalada cap amunt només per romandre quiet, i qualsevol interrupció de l'esforç (com la complaença nascuda de la rendibilitat) provoca un ràpid lliscament costa avall. Christensen i els seus col·legues han demostrat que aquesta hipòtesi simplista és errònia; no modela la realitat. El que han demostrat és que les bones empreses solen ser conscients de les innovacions, però el seu entorn empresarial no els permet perseguir-les quan sorgeixen per primera vegada, perquè no són prou rendibles al principi i perquè el seu desenvolupament pot restar recursos escassos al de les innovacions sostenibles (que són necessàries per competir contra la competència actual). En termes de Christensen, les "xarxes de valor" existents en una empresa no valoren prou la innovació disruptiva per a permetre que aquesta empresa la persegueixi. Mentrestant, les empreses de nova creació habiten en xarxes de valor diferents, almenys fins al dia que la innovació disruptiva és capaç d'envair la xarxa de valor més antiga. En aquest moment, l'empresa establerta en aquesta xarxa només es pot, en el millor dels casos, defensar de l'atac de la participació del mercat amb una entrada "jo també", per a la qual la supervivència (no la prosperitat) és l'única recompensa.
En la hipòtesi de l'allau tecnològica, Christensen va diferenciar la innovació disruptiva de la innovació sostenible. Va explicar que l'objectiu és millorar el rendiment del producte existent. D'altra banda, defineix una innovació disruptiva com a producte o servei dissenyat per a un nou conjunt de clients.
{En general, les innovacions disruptives eren tecnològicament senzilles i consistien en components estàndard units en una arquitectura de producte sovint més simple que els enfocaments anteriors. Oferien menys del que volien els clients dels mercats establerts, per la qual cosa poques vegades podien emprar-se inicialment en ells. Oferien un paquet diferent d'atributs valorats només en mercats emergents allunyats del corrent dominant i sense importància.
Christensen també va assenyalar que els productes considerats innovacions disruptives tendeixen a saltar-se etapes del procés tradicional de disseny i desenvolupament de productes per guanyar ràpidament tracció en el mercat i avantatge competitiu. Va sostenir que les innovacions disruptives poden perjudicar les empreses d'èxit i ben gestionades que responen als seus clients i compten amb una investigació i un desenvolupament excel·lents. Aquestes empreses tendeixen a ignorar els mercats més susceptibles a les innovacions disruptives, perquè els mercats tenen marges de benefici molt estrets i són massa petits per proporcionar una bona taxa de creixement a una empresa establerta (de grandària considerable). Així doncs, la tecnologia disruptiva és un exemple d'un cas en què el consell habitual al món empresarial de “centrar-se en el client” (o “estar a prop del client”, o “escoltar el client”) pot ser estratègicament contraproduent.
Mentre Christensen sostenia que les innovacions disruptives poden perjudicar les empreses reeixides i ben gestionades, O'Ryan va rebatre que la integració "constructiva" de la innovació existent, nova i amb visió de futur podria millorar els beneficis econòmics d'aquestes mateixes empreses ben gestionades, una vegada que la direcció encarregada de la presa de decisions comprengués els beneficis sistèmics en conjunt.
Christensen distingeix entre "disrupció de gamma baixa", que s'adreça a clients que no necessiten tot el rendiment valorat pels clients de la gamma alta del mercat, i "disrupció de nou mercat", que s'adreça a clients que tenen necessitats que abans no eren ateses pels operadors existents.

### Disrupció de gamma baixa
La "disrupció de gamma baixa" es produeix quan el ritme al que milloren els productes supera el ritme al qual els clients poden adoptar les noves prestacions. Per tant, arriba un moment en què les prestacions del producte superen les necessitats de determinats segments de clients. En aquest punt, una tecnologia disruptiva pot entrar al mercat i oferir un producte que tingui un rendiment inferior al de l'incumbent, però que superi les necessitats de certs segments, guanyant així un lloc al mercat.
En la disrupció de gamma baixa, el disruptor se centra inicialment a servir el client menys rendible, que s'acontenta amb un producte prou bo. Aquest tipus de client no està disposat a pagar una prima per millores a la funcionalitat del producte. Quan el disruptor s'ha consolidat en aquest segment de clients, busca millorar el seu marge de beneficis. Per obtenir majors marges de benefici, el disruptor necessita entrar al segment en què el client està disposat a pagar una mica més per una major qualitat. Per garantir aquesta qualitat en el vostre producte, el disruptor necessita innovar. L'operador tradicional no farà gaire per conservar la seva quota en un segment no tan rendible, i es mourà cap amunt al mercat i se centrarà en els clients més atractius. Després d'una sèrie de trobades d'aquest tipus, l'operador tradicional es veurà relegat a mercats més petits que els que abans atenia. I, finalment, la tecnologia disruptiva satisfà les demandes del segment més rendible i expulsa del mercat l'empresa establerta.

### Desorganització de nous mercats
La "disrupció d'un nou mercat" es produeix quan un producte encaixa en un segment de mercat nou o emergent que no està sent atès per les empreses ja establertes a la indústria. Alguns estudiosos assenyalen que la creació d'un nou mercat és una característica definitòria de la innovació disruptiva, sobretot per la manera com tendeix a millorar els productes o serveis de manera diferent en comparació dels impulsors normals del mercat. Inicialment atén un nínxol de mercat i procedeix a definir la indústria amb el temps una vegada que és capaç de penetrar al mercat o induir els consumidors a desertar del mercat existent al nou mercat que ha creat.
L'extrapolació de la teoria a tots els aspectes de la vida ha estat qüestionada, igual que la metodologia de basar-se en estudis de casos seleccionats com a principal forma d'evidència. Jill Lepore assenyala que algunes empreses identificades per la teoria com a víctimes de la disrupció fa una dècada o més, en lloc d'haver desaparegut, segueixen sent dominants a les seves indústries en l'actualitat (incloent Seagate Technology, U. S. Steel, i Bucyrus). Lepore qüestiona que la teoria s'hagi sobrevenut i aplicat erròniament, com si fos capaç d'explicar-ho tot en tots els àmbits de la vida, incloent-hi no només els negocis, sinó també l'educació i les institucions públiques.

## Història
El terme disruptive technology («tecnologia disruptiva») va ser encunyat per Clayton M. Christensen quan va descriure innovacions que rompen amb el model tradicional de producció al moment del seu llançament. Va aprofundir el tema en el llibre The Innovator's Dilemma, on llança el terme «innovació disruptiva».
Una innovació de nou-mercat és usualment llançada cap als denominats mercats de no-consum, on els clients comencen a utilitzar un producte o servei que abans no feien servir (per ex. Sistema de posicionament global (GPS), o gràcies a l'accessibilitat que dona la nova tecnologia a usuaris que no tenien accés a un producte (desenvolupament de la producció en cadena en la indústria automobilística) o la descentralització d'un servei (per ex. telefonia fixa enfront de telefonia mòbil).
Les innovacions tecnologies disruptives són en el seu començament, de baixes prestacions i es dirigeixen a consumidors menys exigents i amb un poder adquisitiu menor. Aquests usuaris són menys rendibles per a les empreses establertes en un determinat mercat, sent ignorats en la innovació de nous productes més cars. Això es deu al fet que la necessitat de creixement i augment dels beneficis de les empreses establertes a partir dels seus productes, i que genera tendències internes cap al desenvolupament de productes amb majors prestacions, dirigits als consumidors més exigents, però que proporcionen majors marges. La tecnologia disruptiva és millorada progressivament i va ocupant gradualment els nínxols als quals la tecnologia establerta va renunciant, i en ocasions aconsegueix fer-se amb la major quota del mercat i desplaçant a l'establerta. Un exemple serien els inicis de la fotografia digital, amb molta menys resolució, però amb una gran reducció dels costos de revelat associats a la fotografia tradicional o un model de negoci que fa assequible un producte a una gran quantitat de gent amb menor poder adquisitiu (com les botigues de roba Zara) o

## Exemples

### Telefonia mòbil
Les necessitat de comunicar-se era més clara en un mercat potencial on la gent necessita estar disponible. Malgrat les baixíssimes prestacions d'aquesta tecnologia al principi (durada de bateries, grandària, pes, etc.) i la baixa infraestructura (cobertura), la facilitat d'accedir a un telèfon mòbil va causar la disrupció de la telefonia fixa. És un cas clar de tecnologies dirigides a una descentralització d'un producte o servei, amb un preu assequible, prestacions suficient per a la majoria i, a la fi dels 90, per a un grup d'usuaris que no podia accedir a la telefonia sense fils.

### Transistors
Els transistors, de baixíssimes prestacions respecte a la tecnologia de vàlvules al principi però molt més barata, va permetre la fabricació barata massiva de ràdios portàtils i petits televisors. Això va permetre l'aparició de grans gegants com Sony enfront d'empreses com RCA, que eren les empreses dominants d'aquest mercat amb equips cars, encara que amb molt altes prestacions. Sony va aconseguir vendre a un gran mercat de poder adquisitiu més baix que no podia accedir a aquestes tecnologies.

### Automòbil
Els primers automòbils creats a la fi del segle xix no van ser una innovació disruptiva en el seu inici, ja que eren béns de luxe dirigits a un mercat molt reduït. No obstant això, la posterior introducció del Ford Model T, fabricat en sèrie a partir de 1908 i amb un preu molt més assequible, sí que produiria una disrupció en el transport tal com es coneixia fins llavors, ja que va fer canviar ràpidament l'estàndard del carro de cavalls a l'automòbil.

### Memòria flaix
Les memòria flaix es va inventar el 1984 però no va ser fins a l'any 1998 que se la va fer servir per primera vegada en un reproductor portàtil de música. Aquesta tecnologia, que al començament resultava cara i poc fiable, ha avançat fins a substituir els discs durs convencionals en la majoria d'ordinadors portàtils.